# List (Sylt)
List (oficialmente List auf Sylt; en frisón septentrional: List üp Söl, en danés: List på Sild) es el municipio más septentrional de Alemania, y se sitúa en el distrito de Frisia Septentrional, a orillas del mar del Norte, estado federado de Schleswig-Holstein. A finales de 2016 tenía una población de unos 1517 habitantes.
Se encuentra ubicado al noroeste del estado, en las islas Frisias y cerca de la frontera con Dinamarca.